# Midway (condado de Gadsden, Florida)
Midway es una ciudad ubicada en el condado de Gadsden en el estado estadounidense de Florida. En el Censo de 2010 tenía una población de 3.004 habitantes y una densidad poblacional de 125,63 personas por km².

## Geografía
Midway se encuentra ubicada en las coordenadas 30°30′2″N 84°27′44″O / 30.50056, -84.46222. Según la Oficina del Censo de los Estados Unidos, Midway tiene una superficie total de 23.91 km², de la cual 23.83 km² corresponden a tierra firme y (0.35%) 0.08 km² es agua.

## Demografía
Según el censo de 2010, había 3.004 personas residiendo en Midway. La densidad de población era de 125,63 hab./km². De los 3.004 habitantes, Midway estaba compuesto por el 9.99% blancos, el 85.99% eran afroamericanos, el 0.23% eran amerindios, el 0.87% eran asiáticos, el 0% eran isleños del Pacífico, el 1.73% eran de otras razas y el 1.2% pertenecían a dos o más razas. Del total de la población el 3.79% eran hispanos o latinos de cualquier raza.